# Suburbikální diecéze Frascati
Diecéze Frascati (latinsky Dioecesis Tusculana) je římskokatolická suburbikální diecéze v Itálii, která byla od zničení Tuskula ve středověku majetkem papežského státu a součástí Církevní oblasti Lazio. 
Katedrálou je bazilika sv. Petra ve Frascati. Tradičně byla formálním sídlem jednoho z kardinálů-biskupů a nazývala se také Nové Tuskulum (Tusculum novum). Například v závěru 14. století se na tomto postu objevil kardinál Pileus de Prata. Také v současnosti je Frascati titulární diecézí Tuskulana a má svého vlastního sídelního biskupa. Jejím titulárním kardinálem je Tarcisio Bertone, sídelním biskupem Raffaello Martinelli.